# Landreville
Landreville – miejscowość i gmina we Francji, w regionie Grand Est, w departamencie Aube.
Według danych na rok 1990 gminę zamieszkiwały 534 osoby, a gęstość zaludnienia wynosiła 38 osób/km².
Landreville to miejsce urodzenia i męczeńskiej śmierci świętej Beliny, męczennicy w obronie czystości, patronki pasterzy, toteż w tej miejscowości znajduje się główny ośrodek jej kultu.

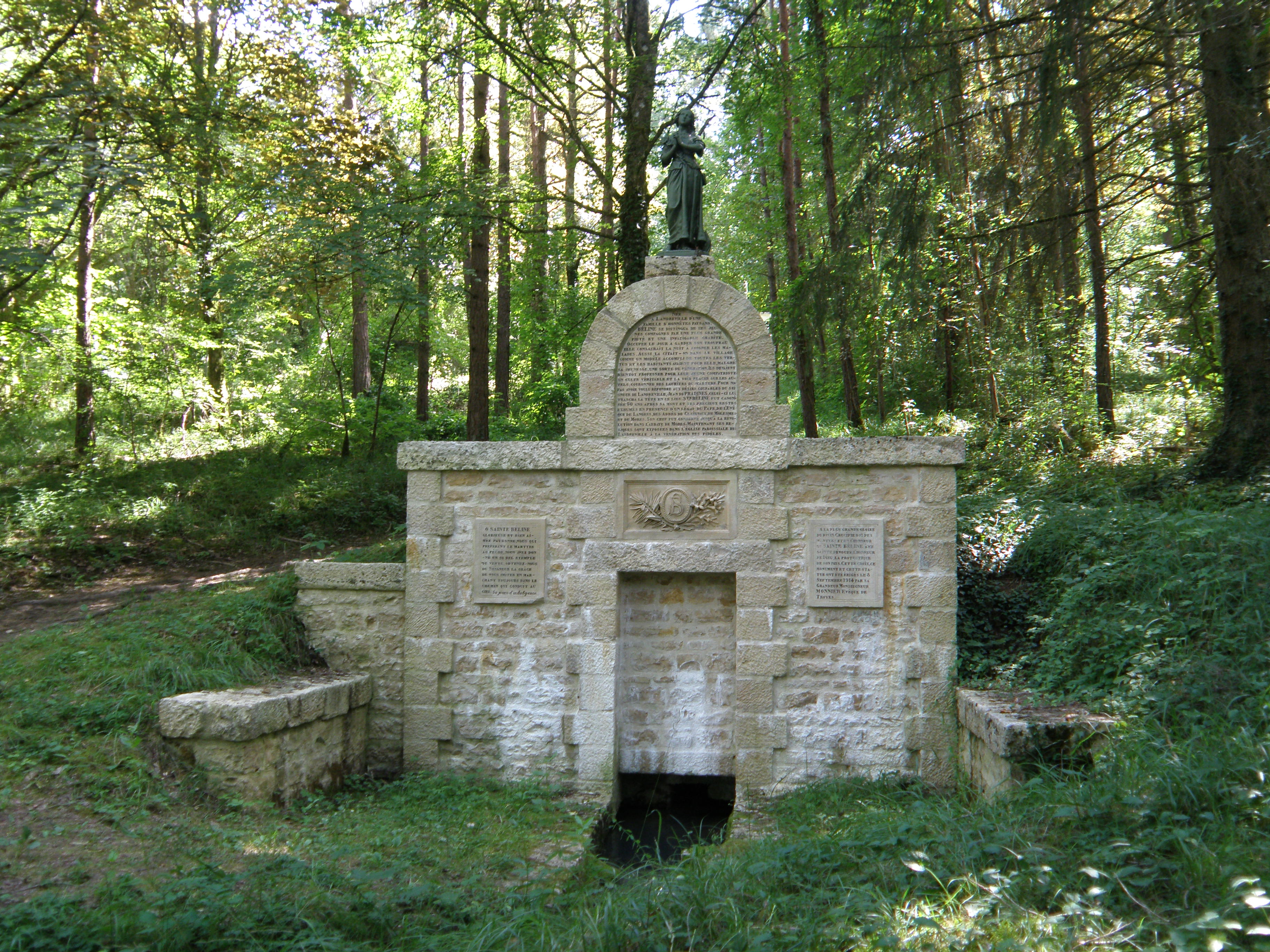
Źródełko świętej Beliny w Landreville